# Apocharips
Apocharips (лат.) — род мелких перепончатокрылых наездников подсемейства Charipinae из семейства Figitidae. Эндопаразитоиды.

## Распространение
Афротропика, Неотропика, Неарктика и Палеарктика.

## Описание
Отличаются от близких родов головой треугольной формы и пронотумом с двумя килями, мелким первым базальным тергитом брюшка, с кольцом щетинок. Мелкие перепончатокрылые, длиной несколько миллиметров (обычно 1—2 мм). Усики нитевидные, у самок 13-члениковые, а у самцов состоят из 14 сегментов. Голова и мезоскутум гладкие и блестящие. Брюшко с мелким базальным сегментом и крупным вторым. Личинки являются эндопаразитоидами личинок некоторых видов перепончатокрылых (Hymenoptera).
Гиперпаразитоиды, атакующие других паразитоидов, таких как энциртиды (Encyrtidae, Chalcidoidea) в псиллидах (Psyllidae, Hemiptera)..

## Классификация
6 современных валидных видов и несколько таксонов сведены в синонимы или перемещены в другие роды.
- Apocharips angelicae (Pujade-Villar & Evenhuis, 2002)[8]
- Apocharips colombiana (Ferrer-Suay & Pujade-Villar, 2013) (Колумбия)[9][10]
- Apocharips hansoni Menke, 1993[11]
- Apocharips tamanii (Paretas-Martínez & Pujade-Villar, 2013) (Колумбия)[9]
- Apocharips trapezoidea (Hartig, 1841) (Эфиопия, Кения, Палеарктика)[12]
  - =Xystus trapezoidea Hartig, 1841
  - =Apocharips xanthocephala (Европа)[13]
  - =Apocharips peraptera (Silvestri, 1915)
  - =Apocharips eleaphila (Silvestri, 1915) (Италия)
  - =Allotria xanthocephala Thomson, 1862
- Apocharips tropicale (Ferrer-Suay & Paretas-Martínez, 2013) (Колумбия)[9]

- ?Apocharips talitzkii (Belizin, 1966) (Молдавия)[14]. Сведён в синонимы к виду Dilyta subclavata[15]